# Trung Giáp
Trung Giáp là một xã thuộc huyện Phù Ninh, tỉnh Phú Thọ, Việt Nam.

## Địa lý
Trung Giáp là một xã miền núi nằm ở phía bắc của huyện Phù Ninh, giáp với các xã: Phú Lộc, Bảo Thanh, Trị Quận, Phú Mỹ, Lệ Mỹ, Liên Hoa, Tiên Phú, Phú Hộ.
Xã Trung Giáp có diện tích 11,04 km², dân số năm 1999 là 3.511 người, mật độ dân số đạt 318 người/km².
Năm 2010 dân số đạt 3.950 người, mật độ dân số đạt 335 người/km².
Địa hình chủ yếu là đồi núi thấp có hướng dốc từ bắc đến nam.
Có diện tích: 11,04 km², trong đó chiếm 75% diện tích đồi núi, 15% diện tích đồng ruộng, 5% diện tích nước mặt.
Nguồn nước chủ yếu là nước nguồn và nước dự trữ từ các hệ thống ao hồ (có 4 hồ nước nhỏ tổng diện tích 10 ha).

## Hành chính
Xã có 7 khu vực hành chính (từ khu 1 đến khu 7).

## Kinh tế
Là một xã nghèo, có thu nhập thấp (bình quân GDP: 580 USD/người), chủ yếu làm nông nghiệp (chiếm 80%), ngành nghề phụ: làm mộc, xây dựng, dịch vụ buôn ban nhỏ...
Cây lâm nghiệp: chủ yếu là Bạch đàn, keo chàm. Cây công nghiệp: chè. Cây nông nghiệp: sắn,lạc, đỗ, vừng...cây lương thực: lúa....
Trường học: có hệ thống trường học từ mầm non, cấp 1,2,3. đạt trường chuẩn Quốc gia.
Y tế: có một trạm y tế của xã, hệ thống y tế thôn bản đã được huấn luyện nghiệp vụ.
Thông tin liên lạc: 100% đã phủ điện lưới, có 2 trạm thu phát của VNPT và Viettel.

## Giao thông
Xã có 8 km đường giao thông liên huyện đã giải nhựa. 21 km dường giao thôn nông thôn (bê tông hóa 70%).